# Henry Pelham (speaker)
Pour les articles homonymes, voir Henry Pelham (homonymie).
Henry Pelham, né en mai ou début juin 1597 et mort à une date inconnue, est un homme politique anglais. Député au cours des années 1620 lorsque le Parlement d'Angleterre s'oppose à la tentation absolutiste du roi Charles Ier, il appartient au camp des parlementaires durant la guerre civile, et préside brièvement la Chambre des communes en 1647.

## Biographie
Il naît dans une famille aisée du Sussex. Son grand-père maternel est un baron et grand propriétaire terrien du Lincolnshire. Henry Pelham étudie au Trinity College de l'université de Cambridge, puis à Gray's Inn pour être avocat. Il n'est jamais appelé au barreau, et en 1620 il accompagne à ses propres frais son cousin Edward Conway, envoyé en mission diplomatique à Bruxelles, Dresde et Prague. En son absence il est élu député de la ville de Grimsby à la Chambre des communes du Parlement d'Angleterre pour le parlement de 1621. Bien que son éligibilité soit mise en doute en raison de son absence, il est autorisé à prendre son siège à son retour au mois de mars. Il est réélu aux parlements consécutifs de 1624, 1625, 1626 et 1628. Il n'est initialement pas un député très actif, mais en avril 1628 il prend la parole pour critiquer le procureur général Robert Heath : Pelham conteste que le roi puisse emprisonner à sa guise des hommes qui ont refusé de souscrire un prêt forcé introduit par Charles Ier, et accuse Heath d'avoir enfreint la loi à cet égard. En mai, il estime que la Pétition des droits doit être présentée au roi comme une pétition et non comme une proposition de loi, afin qu'elle ait une meilleure chance d'aboutir. En janvier 1629, il est de ceux des députés qui souhaitent obtenir l'assurance du droit exclusif du Parlement de décider des impôts, avant de voter des crédits au gouvernement.

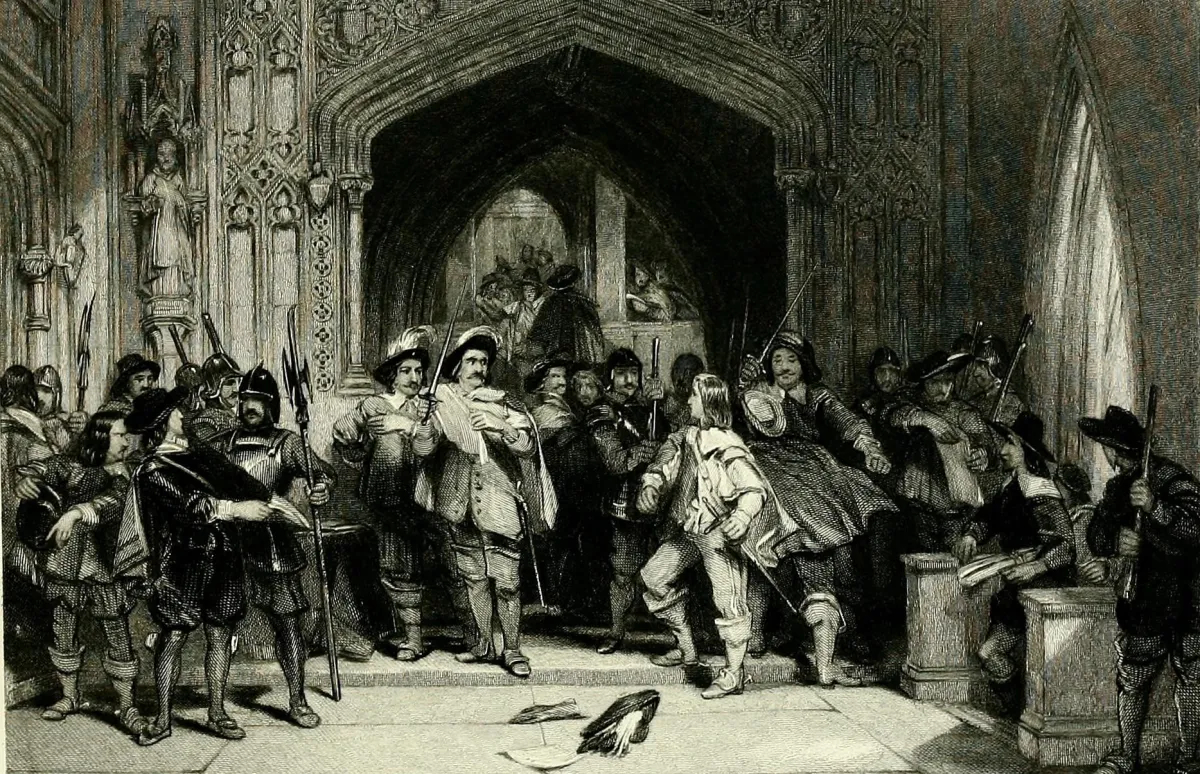
La « purge de Pride » de 1648 : l'armée expulse la majorité des députés.

En désaccord avec les députés qui souhaitent restreindre son autoritarisme, Charles Ier ne convoque aucun parlement entre 1629 et 1640. C'est la période dite du « Règne personnel ». Vers le début des années 1630, Henry Pelham devient juge à Grantham dans le Lincolnshire. Il est député de cette ville au « Court Parlement » d'avril / mai 1640, puis au « Long Parlement » qui s'assemble en novembre 1640. Il continue à y siéger durant la Première révolution anglaise qui éclate en 1642, et en exerce brièvement la présidence du 30 juillet au 9 août 1647, lorsque le président William Lenthall fuit Londres face à la menace de prise de pouvoir par l'armée. Henry Pelham est l'un des nombreux députés exclus du Parlement par la « purge de Pride », le coup d'État militaire de décembre 1648. Il n'est donc pas membre du « Parlement croupion » qui exécute le roi l'année suivante. Le « Long Parlement » n'ayant toutefois pas été formellement dissous, il est appelé à y siéger de nouveau à la restauration de la monarchie en 1660. Il ne reprend pas son siège. Il ne se marie jamais, et meurt à une date inconnue, sans descendance.